# تیم ملی والیبال مردان لبنان
تیم ملی والیبال مردان لبنان (انگلیسی: Lebanon men's national volleyball team) تیم ملی والیبال و نماینده کشور لبنان در مسابقات بین‌المللی و آسیایی است.